# Carpark North
Carpark North — датская электро-рок-группа. Состоит из трёх человек:
Лау Хойена (Lau Højen) — гитара/вокал, Сёрена Балснера (Søren Balsner) и Мортена Торходжа (Morten Thorhauge).

## Дискография
- Carpark North (2003)
- All Things to All People (2005)
- Grateful (2008)
- Lost (2010)
- Phoenix (2014)

## Внешние ссылки
- Официальный сайт Архивная копия от 4 декабря 2016 на Wayback Machine
- Carpark North на Discogs.com Архивная копия от 5 декабря 2008 на Wayback Machine
- Zomg
- Официальная страница Carpark North (англ.) на сайте Myspace